# Džemal Mustedanagić
Džemal Mustedanagić (Bosanski Novi, 8. lipnja 1955.), bosanskohercegovački nogometaš i nogometni trener.

## Životopis
Rođen je u Bosanskom Novome 1955. godine. Počeo u Slobodi iz Bosanskog Novog. Godine 1973. došao je u zagrebački Dinamo. Za brz ulazak juniora Mustedanagića u prvu momčad zaslužan je trener Mirko Bazić. S Dinamom je Mustedanagić ostao do 1983. godine. S Dinamom je 1981./82. osvojio naslov prvaka. Odigrao više utakmica u Kupu europskih prvaka, Kupu UEFA i Kupu pobjednika kupova. S Dinamom je osvojio Kup maršala Tita u sezonama 1979./80. i 1982./83. te bio finalist u sezonama 1975./76. i 1981./82. Pod trenerom Miroslavom Blaževićem bio je kapetanom momčadi. Karijeru je 1983. nastavio u bečkoj Austriji. S Austrijom je osvojio tri naslova prvaka, kup, a u europskim kupovima pobijedili su Barcelonu. Odigrao jednu utakmicu za jugoslavensku reprezentaciju, 27. rujna 1980. protiv Danske.
Karijeru u nogometu nastavio je kao trener. Radio u Dinamovoj omladinskoj školi od 1987. do 2008. godine. Trenirao je i razvijao igrače kao što su Eduardo da Silva, Luka Modrić, Niko Kranjčar, Vedran Ćorluka, Dino Drpić, Tomo Šokota, Mihael Mikić, Hrvoje Čale, Filip Lončarić.
Godine 2006. preuzeo je prvu momčad Dinama s Kužom. Dinamo je odveo od 7. mjesta do prvo s onom momčadi mladih igrača. S Kužom je poslije preuzeo albansku reprezentaciju kao pomoćnik, a nakon Kužinih zdravstvenih problema, Mustedanagić je postao glavni trener albanske reprezentacije listopada 2010. godine. Godine 2011. preuzeo je albansku reprezentaciju do 17 godina s kojom se plasirao u sljedeći krug europskog prvenstva.

## Vanjske poveznice
- (njem.) Weltfussball Profil
- (engl.) Profil  Arhivirana inačica izvorne stranice od 4. ožujka 2016. (Wayback Machine) na Arhivu Austrije iz Beča